# لورنا دون (بسكويت)

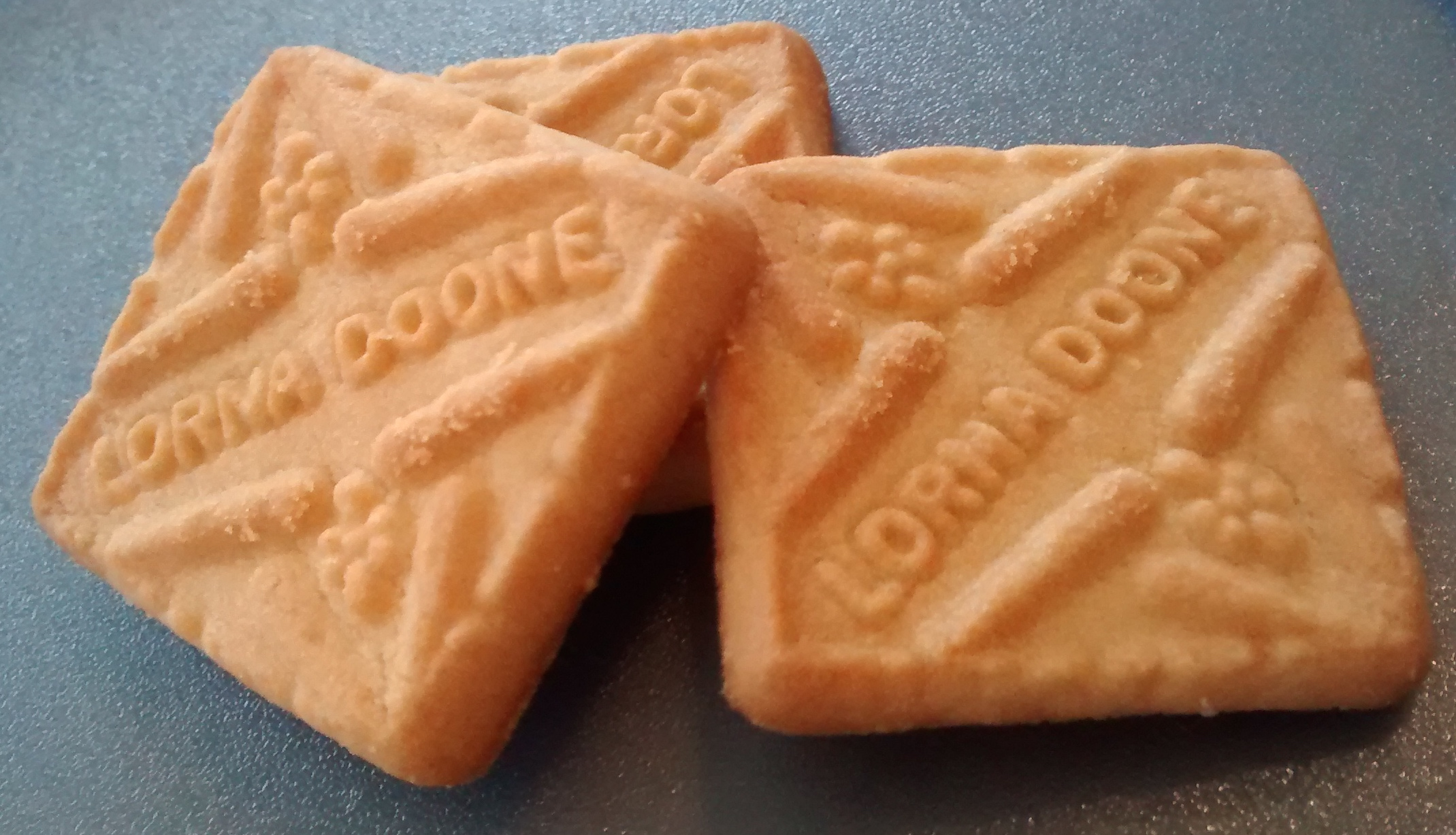
قطع بسكويت لورنا دون.

لورنا دون هو بسكويت ذهبي اللون، مربع الشكل يُنتج من قبل شركة نابيسكو. عُرض لأول مرة في مارس، 1912م، يُعتقد أنه سُمّي نسبة إلى الشخصية الرئيسة لورنا دون في رواية ر. د. بلاكمور التي تعود لسنة 1869م، ولكن لا يوجد أي وثائق تؤكد أصل الاسم.
طبقاً لقول عائلة هاوات، فإن وصفة البسكويت الأصلية أُعطيت لشركة نابيسكو من قبل موظف يُدعى جو هاوات من بيتسبورغ. وقد كانت وصفتها بالأصل تعود إلى أمه، ماريون رانكن هاوات المولودة في سكوتلاندا. وبحسب قول عائلة تولان فإن وصفة البسكويت تطورت بالأصل في شركة البسكويت الوطنية بنيويورك.
المكونات في الوصفة الحالية للبسكويت تتضمن الطحين، فول الصويا، زيت النخيل، سكر، زيت بذرة القطن المهدرج جزئياً، طحين الذرة، ملح، دبس الذرة عالي الفركتزة، صودا الخبز، نشاء الذرة، الصويا، الليسيتين، ويُضاف على ذلك أيضاً المنكهات الصناعية.

## في الثقافة العامة
بسكويت لورنا دون مذكور في القصيدة، "أغنية البسكويت الأخير"، الموجودة في كتاب أفكار البيض والأغاني الفرنسية الأخرى، للكاتب راسيل هوبان.